# Palazzo Miramare
Il palazzo Miramare è un importante palazzo storico posto sul centralissimo corso Vittorio Emanuele di Reggio Calabria. Il palazzo presenta il suo ingresso principale sulla via Fata Morgana e gli altri due prospetti sul Corso Vittorio Emanuele  e sulla via Giudecca. Fino a poco tempo fa ha ospitato l'omonimo albergo e attualmente è in disuso anche se c'è un progetto dell'amministrazione comunale per la sua riconversione a sede espositiva.

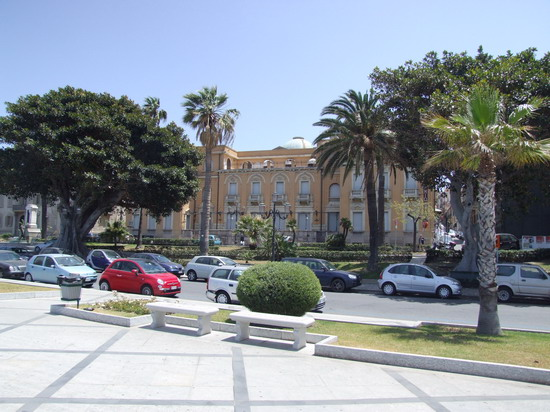
Vista del prospetto dal lungomare.

## Descrizione architettonica
Progettato dall'ingegner Ugo Fiaccadori è caratterizzato da canoni neoclassici con decorazioni in stile liberty evidenti nei locali interni. Il manufatto è costituito da un piano seminterrato e tre piani fuori terra con un impianto planimetrico di forma quadrangolare con la seguente disposizione dei locali: al piano terra c'è l'ingresso principale su via Fata Morgana seguito dalla reception, servizi e sala pranzo con affaccio a mare sul terrazzo; una scala conduce ai piani superiori dove sono collocate camere, servizi e sale riunioni.
I prospetti si presentano con un basamento in finta pietra dove sono collocate le finestre del seminterrato dotate di inferriate con ingresso da via Giudecca, sovrastato dal piano terra caratterizzato sul lungomare al centro dal terrazzo con balaustra neoclassica ed ai lati da aperture con timpano triangolare, nei piani superiori, di cui l'ultimo è stata un'integrazione nel corso degli anni, sono presenti aperture architravate di forma rettangolare con balconi sorretti da mensole della stessa tipologia del terrazzo il tutto termina nei corpi laterali con cornicione lineare mentre al centro con una ringhiera in ferro battuto artistico.

## Storia dell'edificio e resti archeologici presenti
Il palazzo Miramare è stato dichiarato «bene di interesse particolarmente importante sul piano storico-artistico» e sottoposto a procedimento per l'imposizione del vincolo di tutela da parte della Soprintendenza per i Beni Archeologici della Calabria poiché nell'area sono presenti resti archeologici riconducibili alla città romana di Regium. 
A deciderlo, con apposito decreto, è la Direzione regionale per i beni culturali e paesaggistici. Il provvedimento, una volta trascritto presso l'Ufficio del Territorio – Servizio pubblicità immobiliare, avrà efficacia anche nei confronti di ogni successivo proprietario, possessore o detentore a qualsiasi titolo dell'immobile sito sul corso Vittorio Emanuele III.
L'edificio, fino a qualche tempo fa sede dell'hotel Miramare, è stato interessato all'epoca della sua costruzione da rinvenimenti archeologici riconducibili alla città romana di Regium. Nella fase di ricostruzione post-terremoto del 1908 della città di Reggio Calabria, in occasione dei lavori di sbancamento per l'edificazione dell'immobile negli anni 1925-26, furono rinvenuti resti di un edificio di età romana tra cui un pozzo, un grosso pithos per la conservazione di derrate ed un certo numero di monete poco leggibili. Di interesse storico-archeologico, essendo poche le testimonianze rimaste in tal senso, la scoperta di una pavimentazione musiva policroma ricollegabile ad uno degli ambienti esistenti con decorazione di tipo geometrico secondo schemi noti alla iconografia romana.
Dai dati d'archivio è documentata inoltre la presenza di materiale di età ellenistica e di età medievale. La compresenza di materiali riconducibili ad epoche diverse è un ulteriore dato circa la nota sovrapposizione della città contemporanea su quella di età greca e romana nonché delle età successive. Anche l'area limitrofa all'edificio che ospitava l'hotel Miramare era stata già oggetto di scoperte negli anni immediatamente precedenti per cui risulta evidente l'interesse storico-archeologico dell'immobile sottoposto adesso a vincolo di tutela da parte della Soprintendenza per i Beni Archeologici della Calabria.